# Hotond-Scherpenberg
De Hotond-Scherpenberg is een natuurgebied op de Hotondberg (helling Hoogberg-Hotond) en de Scherpenberg in de Vlaamse Ardennen in Zuid-Oost-Vlaanderen (België). Het natuurgebied bevindt zich op het grondgebied van de gemeente Kluisbergen (deelgemeente Zulzeke) en Ronse. Het wordt beheerd door de Vlaamse overheidsdienst Agentschap voor Natuur en Bos. Het is erkend als Europees Natura 2000-gebied (Bossen van de Vlaamse Ardennen en andere Zuid-Vlaamse bossen) en maakt deel uit van het Vlaams Ecologisch Netwerk. Binnen de Europese natuurdoelstellingen wordt op termijn 350 hectare extra bos gecreëerd in de Vlaamse Ardennen; het Kluisbos wordt via Feelbos, Beiaardbos, Fonteinbos en Ingelbos, Hotond-Scherpenberg, Kuitholbos en Spijkerbos verbonden met het Koppenbergbos.

## Landschap
De Hotondberg – de naam vindt zijn oorsprong in oude termen als hoog tond, tombe, tumba of hoge begraafplaats - heeft steile flanken (4-9%) en in het noorden en zuidwesten liggen dan ook vrij diep ingesneden bronbeekvalleitjes. Het hoogste punt (ca. 150 meter) is een Diestiaankop met droge zandgrond en ijzerhoudende zandsteen waar nu de stenen Hotondmolen over het glooiende landschap heerst. Van hieruit kan men genieten van vergezichten over de Vlaamse Ardennen in Oost-Vlaanderen en het Pays des Collines in Henegouwen. Het gebied maakt onderdeel uit van een rij getuigenheuvels die zich uitstrekken van Noord-Frankrijk tot in Diest.

## Fauna
In de door bronbeken diep uitgesneden valleien hebben de bronlibel en de vuursalamander het er best naar hun zin. Op de droge zandgrond van de graslanden, die snel opwarmt, ligt de (ongevaarlijke) hazelworm graag te zonnen. Hier zoekt de keizersmantel, een bosbewonende dagvlinder, het bosviooltje, op om er haar eitjes op af te leggen.

## Flora
Op de top en hellingen van de Hotond vind je zure Atlantische beukenbossen met hulst. De bodemflora op de zandige top bestaat uit lelietje-van-dalen, stekelvaren en wilde kamperfoelie. In het voorjaar kleurt op de lemige hellingen de wilde hyacint het bos grotendeels blauwpaars. Verder komt er ook soortenrijk glanshavergrasland op de Scherpenberg voor. In de Vlaamse Ardennen rest nog maar een beperkt areaal van dit graslandtype. Gewone margriet, reukgras en knoopkruid zijn aspectbepalend in deze vegetatie.

## Natuurbeleving
In het natuurreservaat Hotond-Scherpenberg zijn verschillende bewegwijzerde wandelpaden uitgezet ("Hotondpad" 4,3 km, "Scherpenbergpad" 1,8 km), die de wandelaar de mooiste plekjes van het natuurgebied laten zien. Beneden aan de Scherpenberg staat kapel Wittentak.

## Afbeeldingen

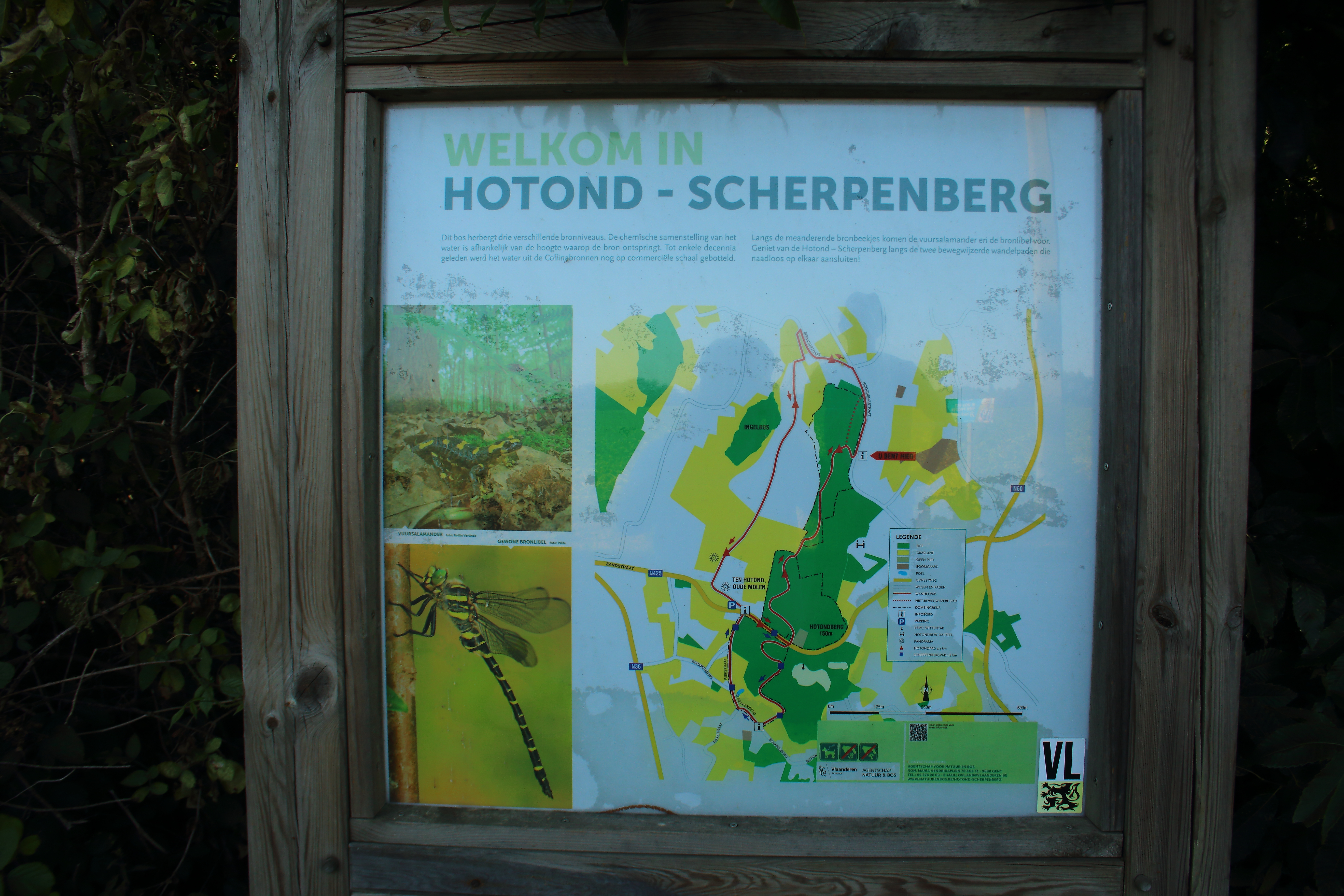
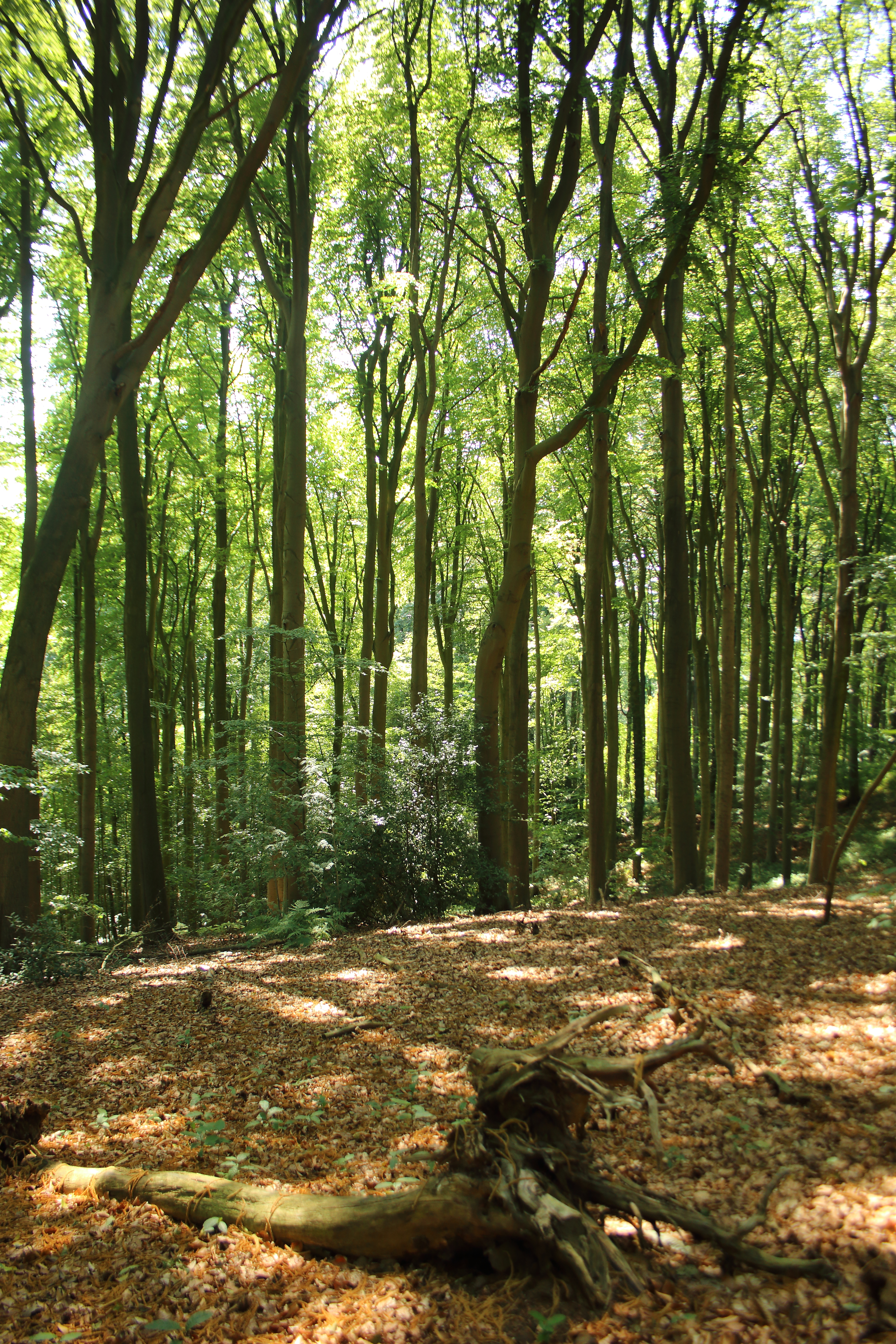
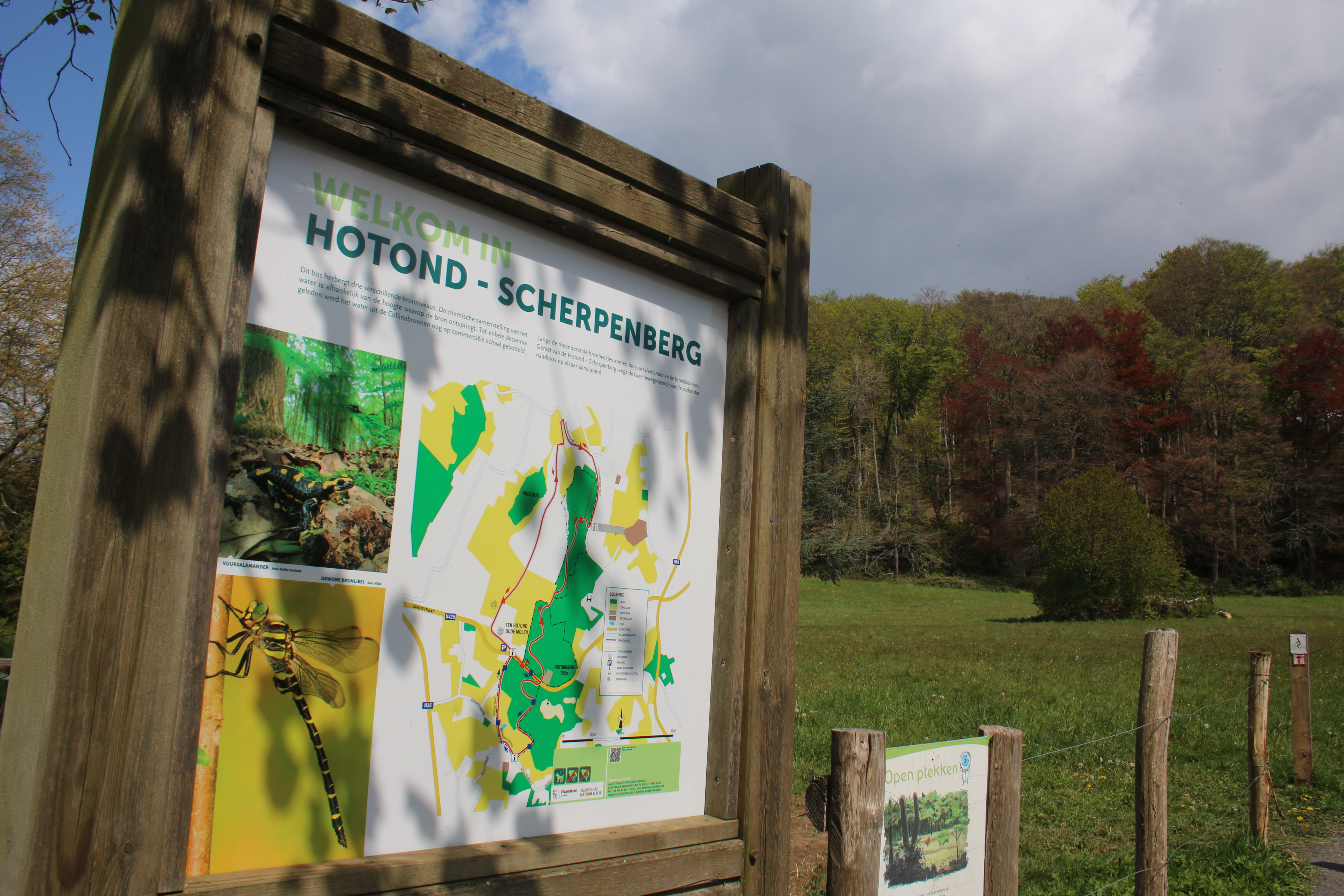
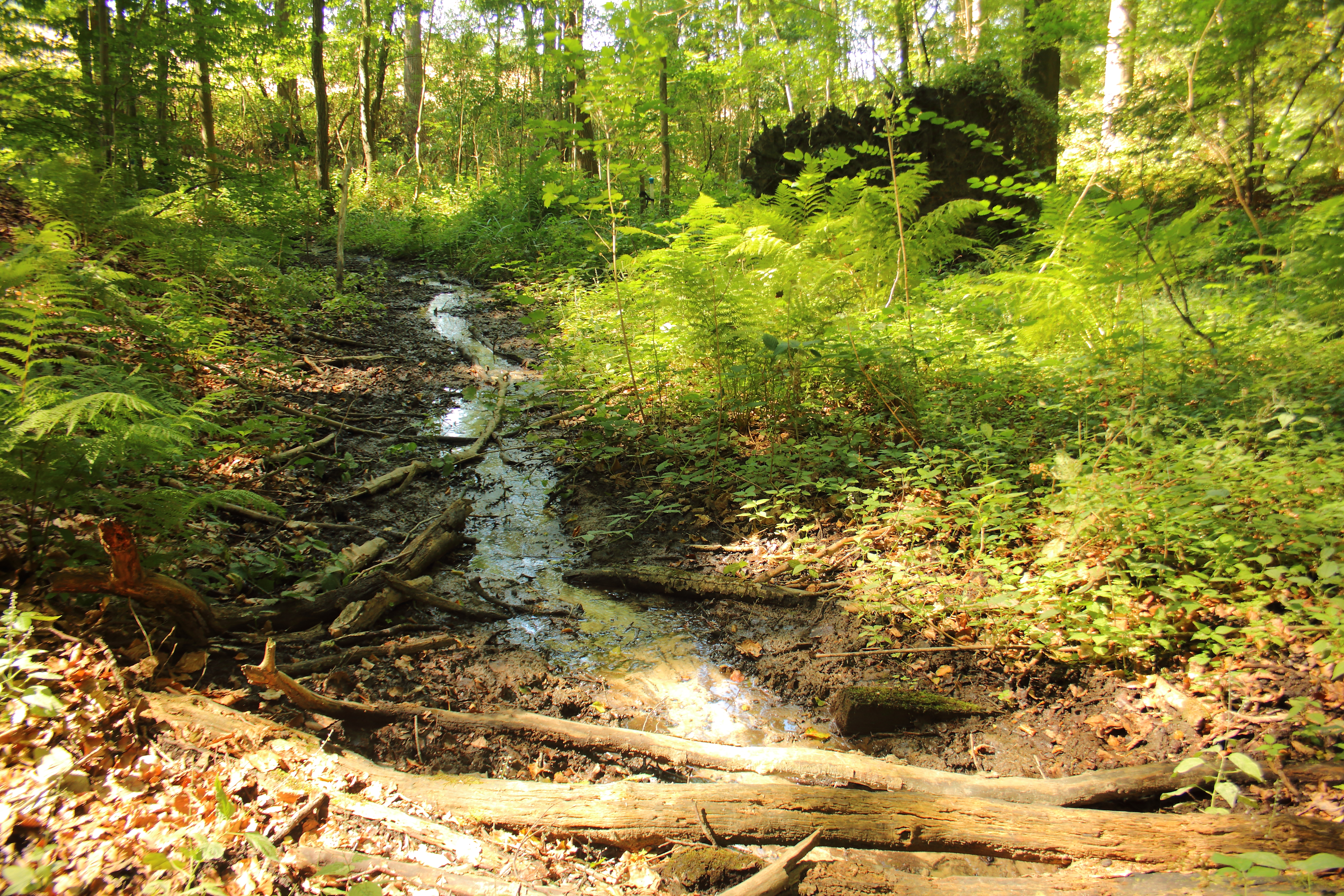
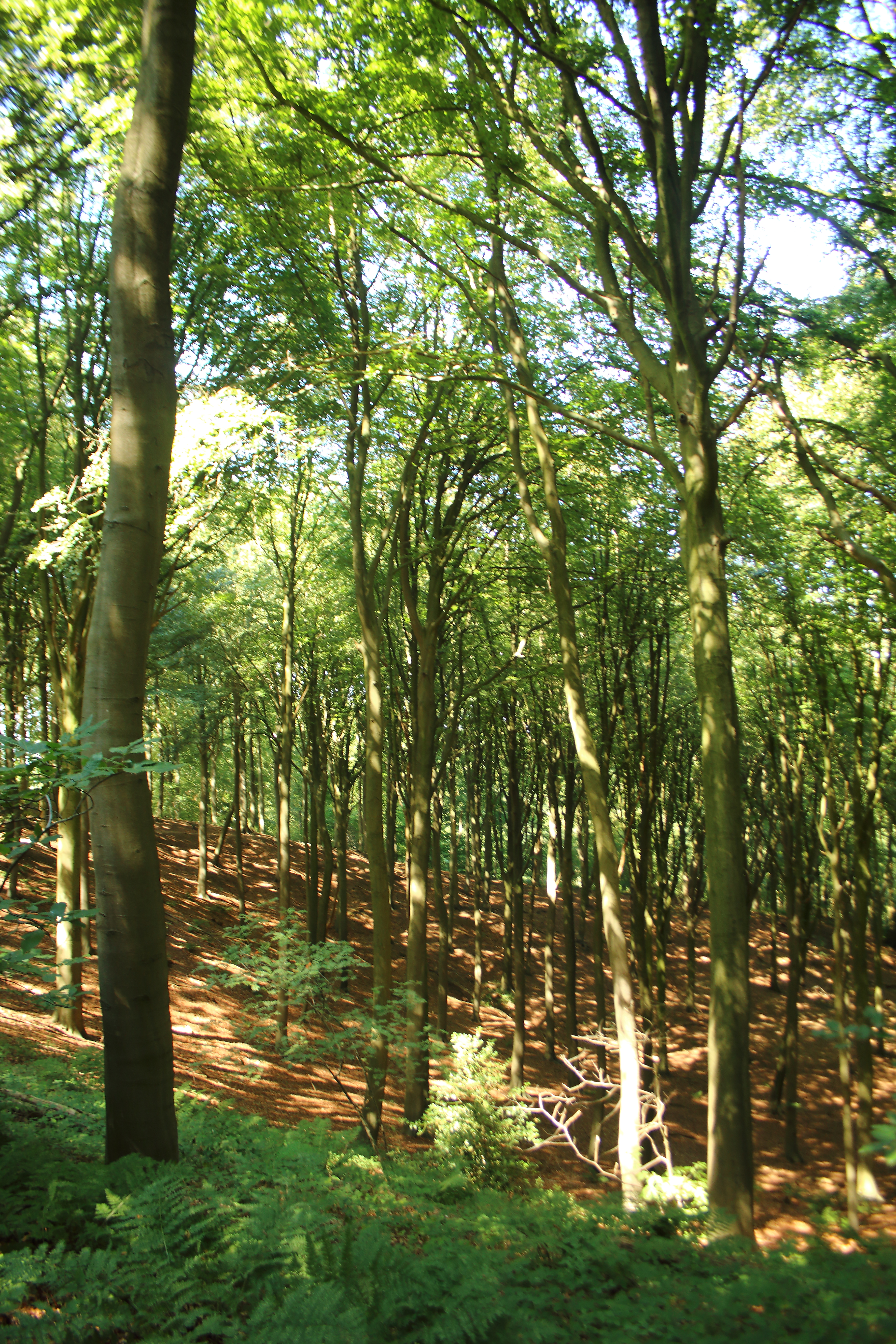
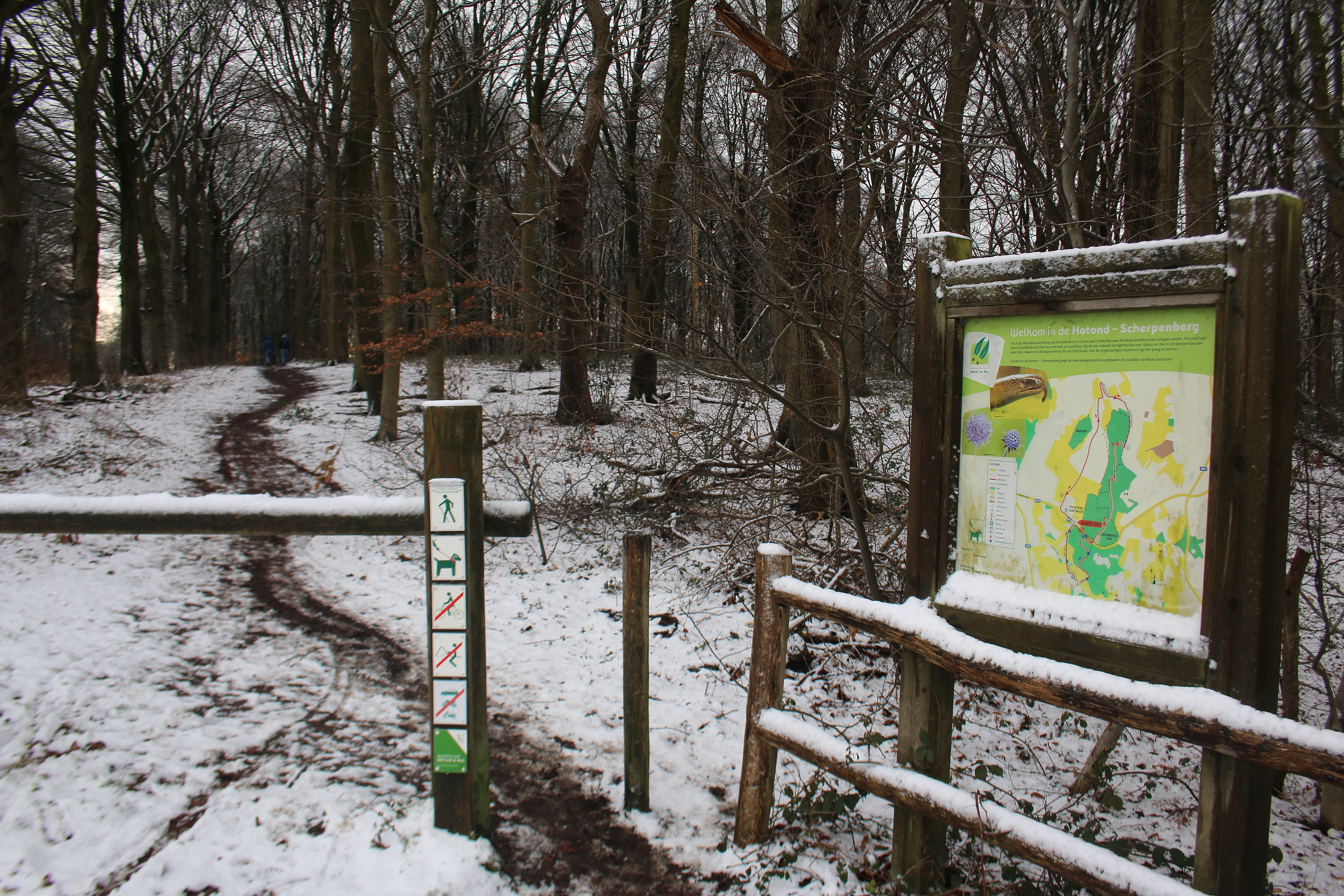